# 10734 Wieck
A 10734 Wieck (ideiglenes jelöléssel 1988 CT4) a Naprendszer kisbolygóövében található aszteroida. Eric Walter Elst fedezte fel.